# Nandou d'Amérique
Rhea americana
Pour les articles homonymes, voir nandou (homonymie).
Espèce
Répartition géographique
- Rhea americana albescens
- Rhea americana americana
- Rhea americana araneipes
- Rhea americana intermedia
- Rhea americana nobilis

Statut de conservation UICN

NT A2cd+3cd+4cd : Quasi menacé
Statut CITES
Le Nandou d'Amérique (Rhea americana) est une espèce d'oiseaux d'Amérique du Sud de la famille des Rheidae. Elle est inapte au vol, de taille moyenne et voisine de l'autruche. C'est l'une des deux espèces actuelles de nandous avec le Nandou de Darwin.

## Description
Il s'agit du plus grand oiseau d'Amérique (devant l'autre espèce de nandou, le Nandou de Darwin), les adultes pesant 25 kilos pour une taille à la tête de 1,50 m.

- - Femelles : 10 à 20 kg
  - Mâles : 20 à 30 kg
- Hauteur à la tête :
  - Femelles : 1,25 à 1,40 m
  - Mâles : 1,45 à 1,60 m

Les nandous ont un excellent système immunitaire qui permet à leurs blessures de cicatriser rapidement. 
C'est un animal qui, comme l'autruche, est plutôt méfiant et garde généralement ses distances avec les humains ou tout autre possible prédateur, restant toujours en alerte. Il peut néanmoins faire preuve aussi d'un comportement agressif et ainsi charger et attaquer s'il est dérangé. En groupe, les mâles peuvent aussi être agressifs entre eux en période de reproduction.
Son plumage, présent également sur les cuisses contrairement à l'autruche, est gris-brun avec souvent la poitrine noire. Une ligne noire est généralement présente sur le front et descend le long de l'arrière du cou. En captivité, il arrive que les nandous soient très clairs, voire blancs (leucistiques aux yeux bleus ou albinos aux yeux rouges), mais des cas ont été aussi rapportés dans leur milieu naturel. Les jeunes sont blanc-beige avec des rayures brun clair dans le sens de la longueur.
Il n'existe aucun réel dimorphisme sexuel chez cette espèce même si les mâles sont légèrement plus grands que les femelles (mais ces dernières grandissent plus vite que les mâles) ; les mâles ont souvent un plumage plus foncé que les femelles.

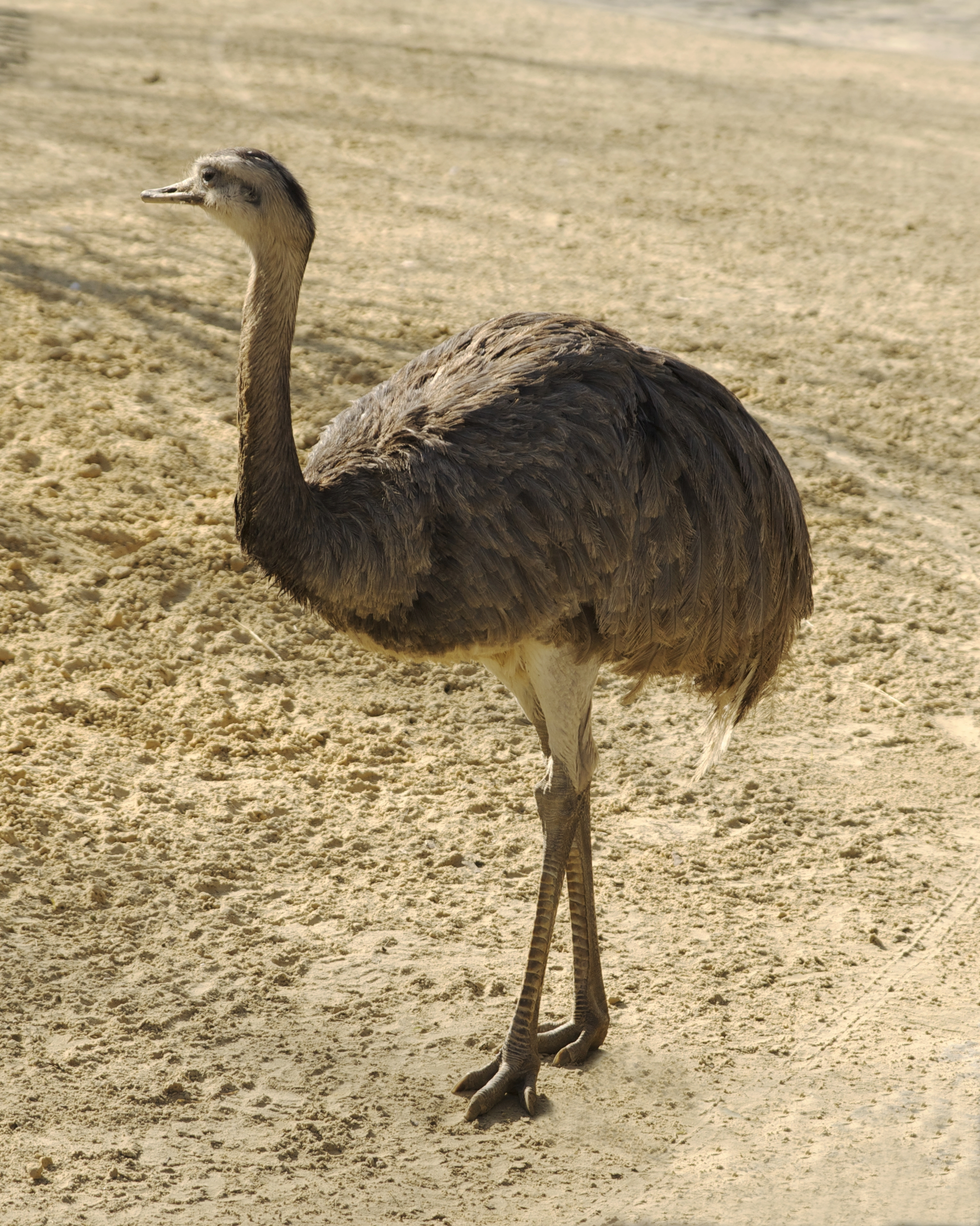
Nandou adulte.
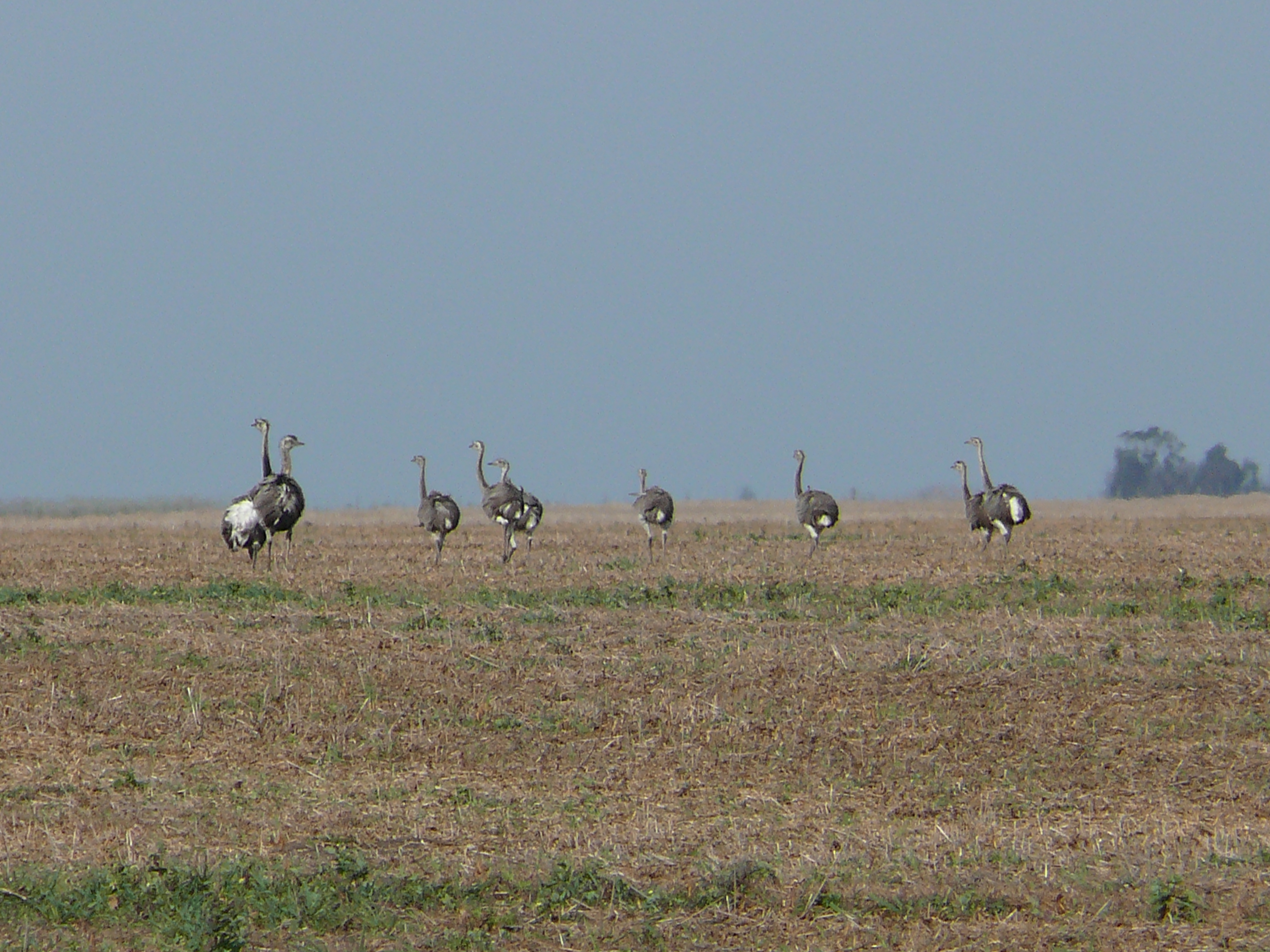
Nandous dans la pampa argentine.
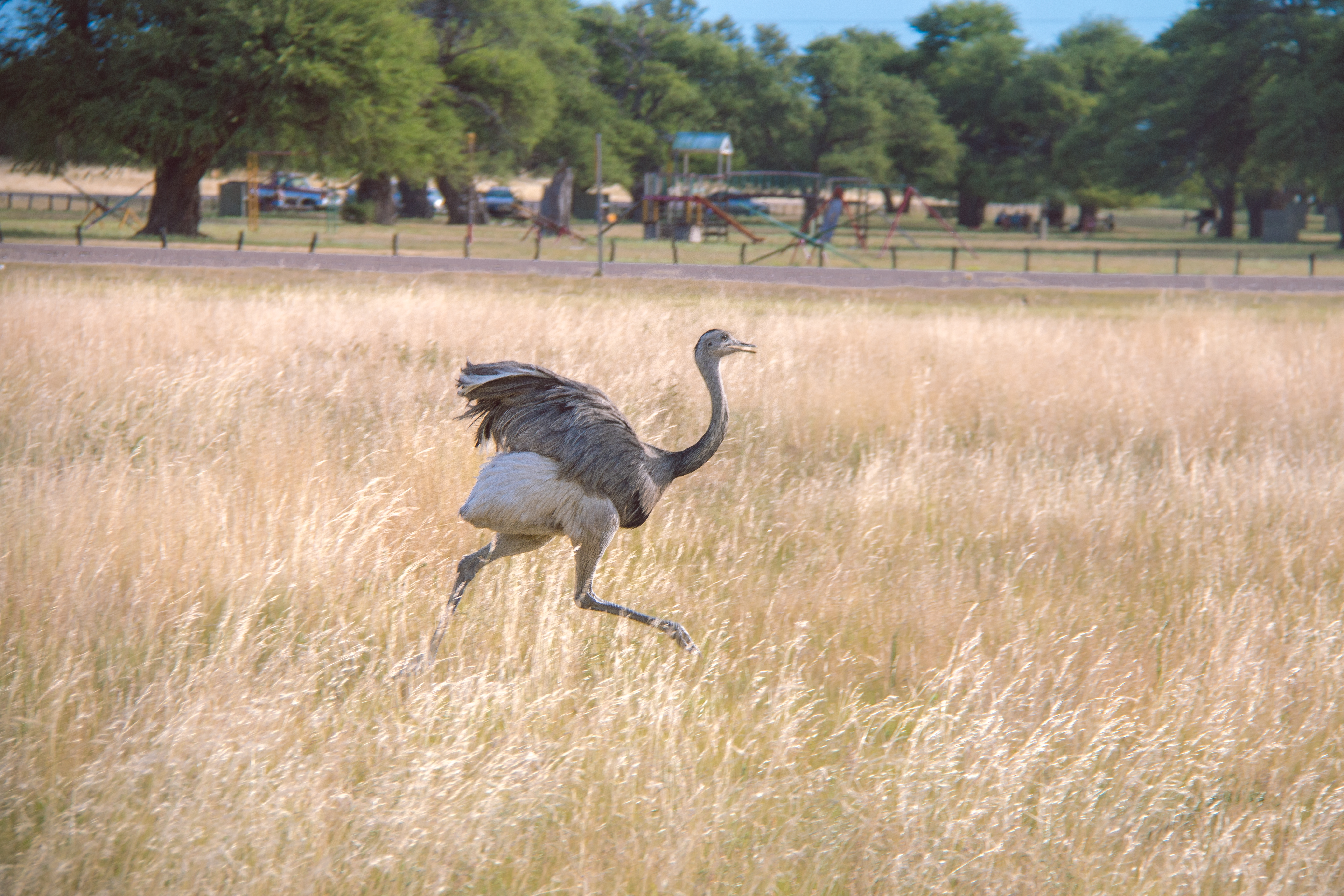
Nandou en fuite.
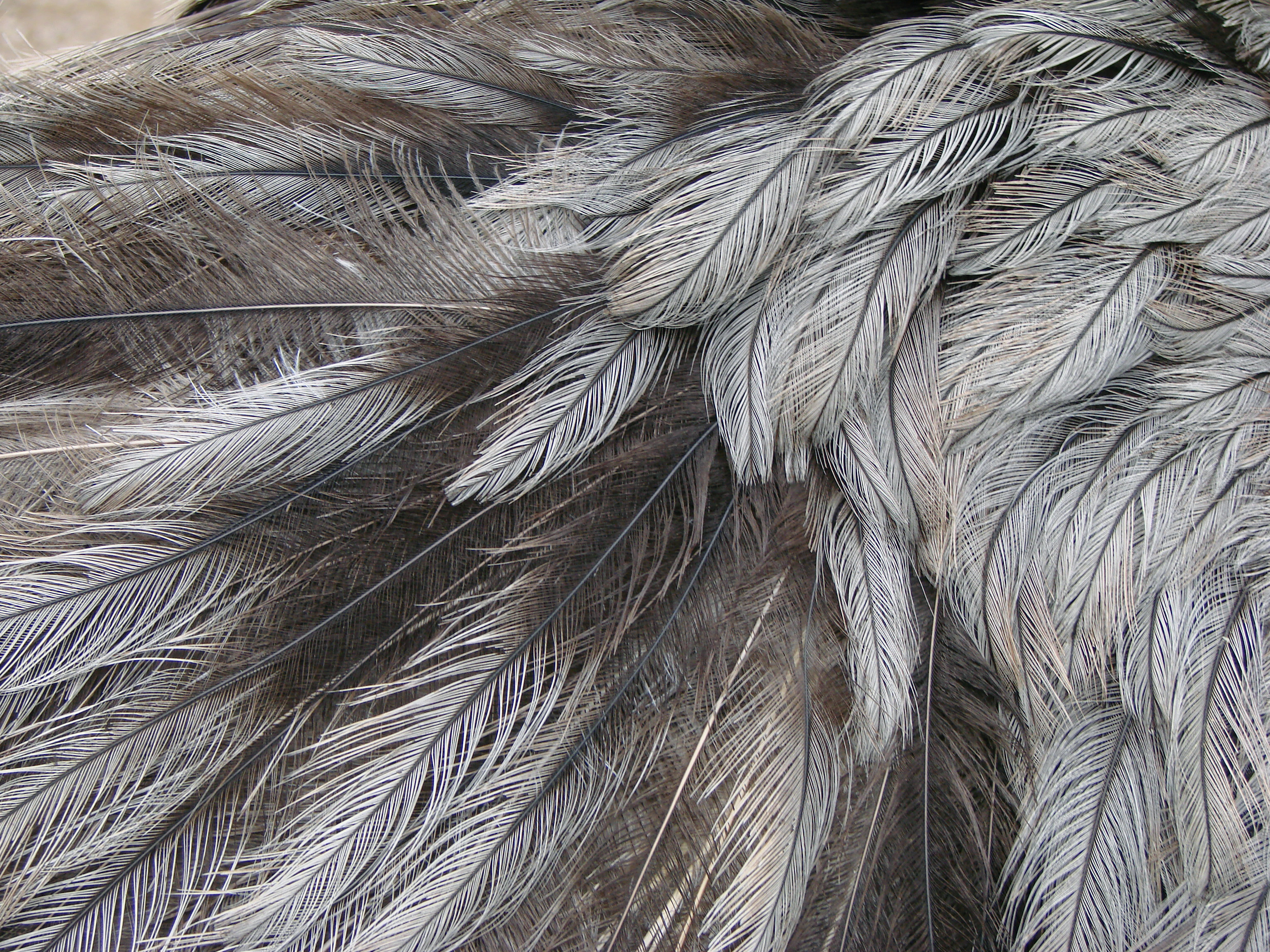
Plumage.
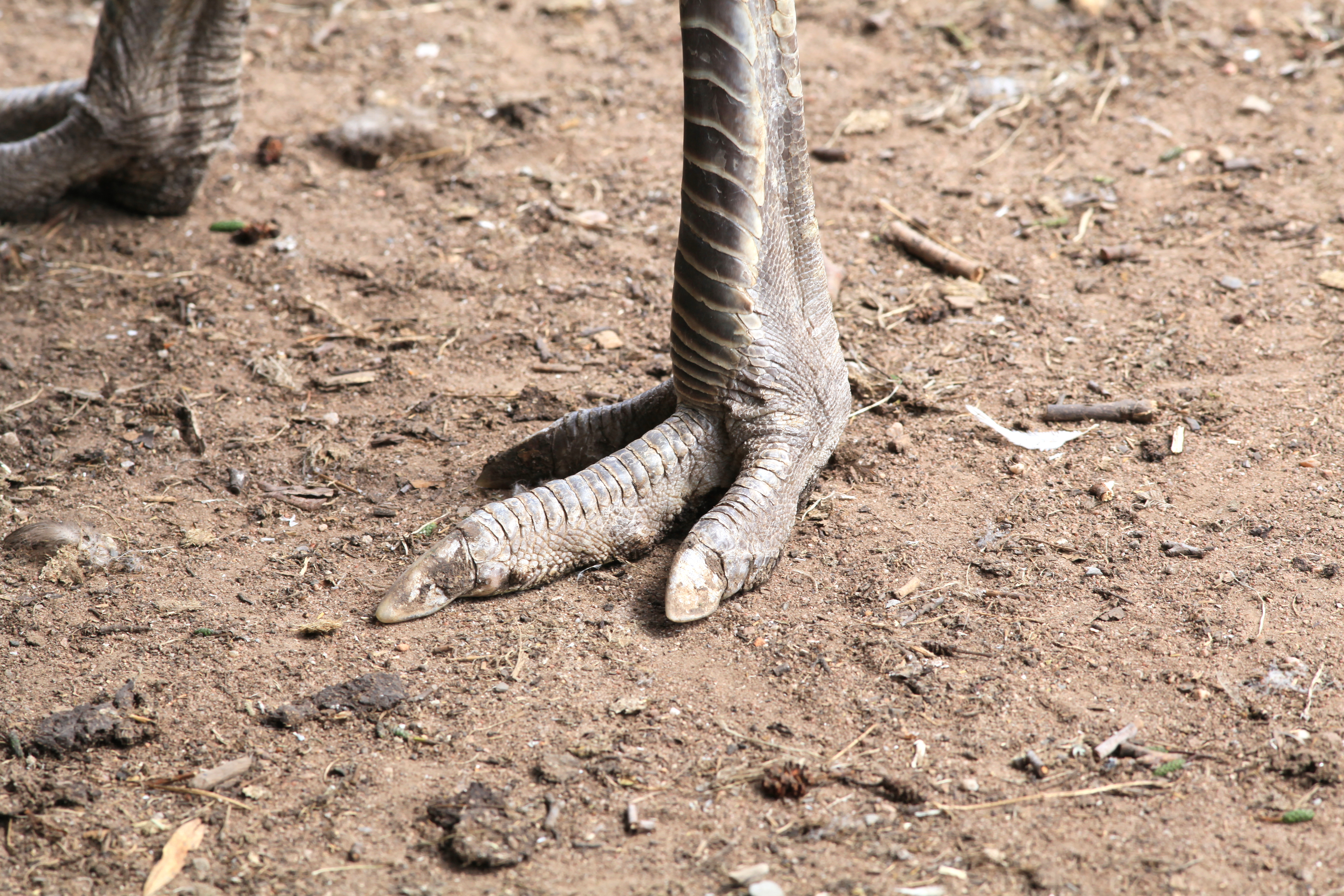
Le nandou possède trois doigts aux pattes, comme l'émeu d'Australie.
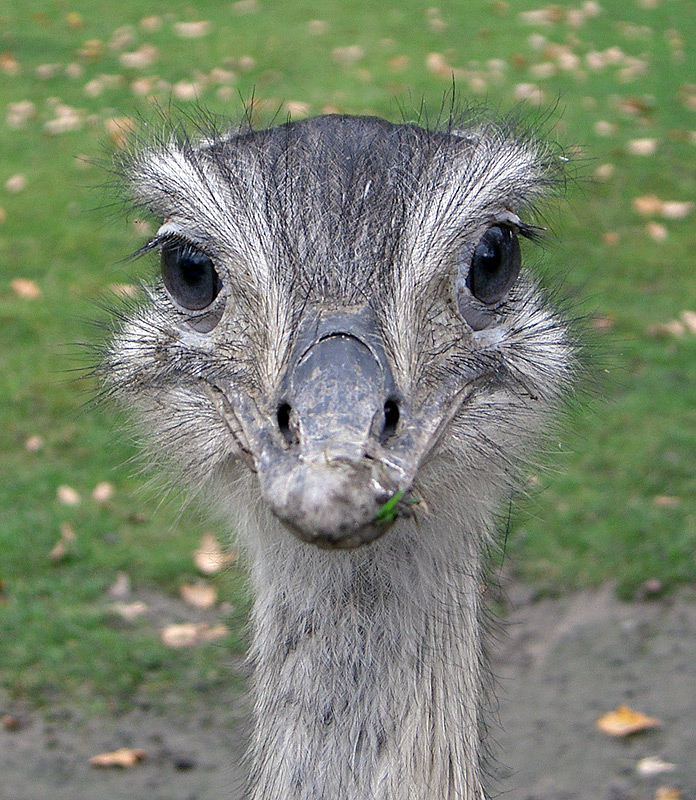
Détail de la tête, face.
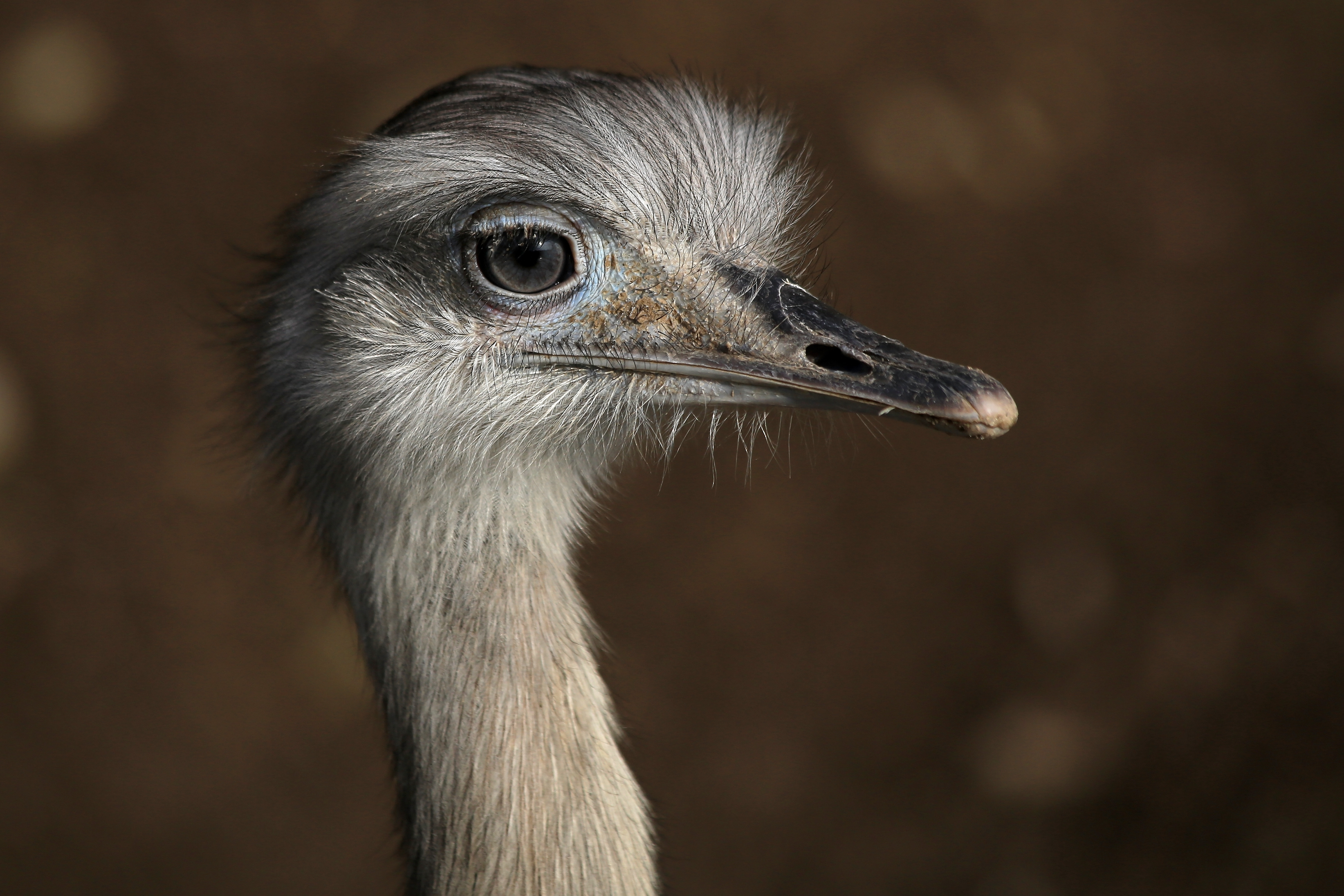
Détail de la tête, profil.
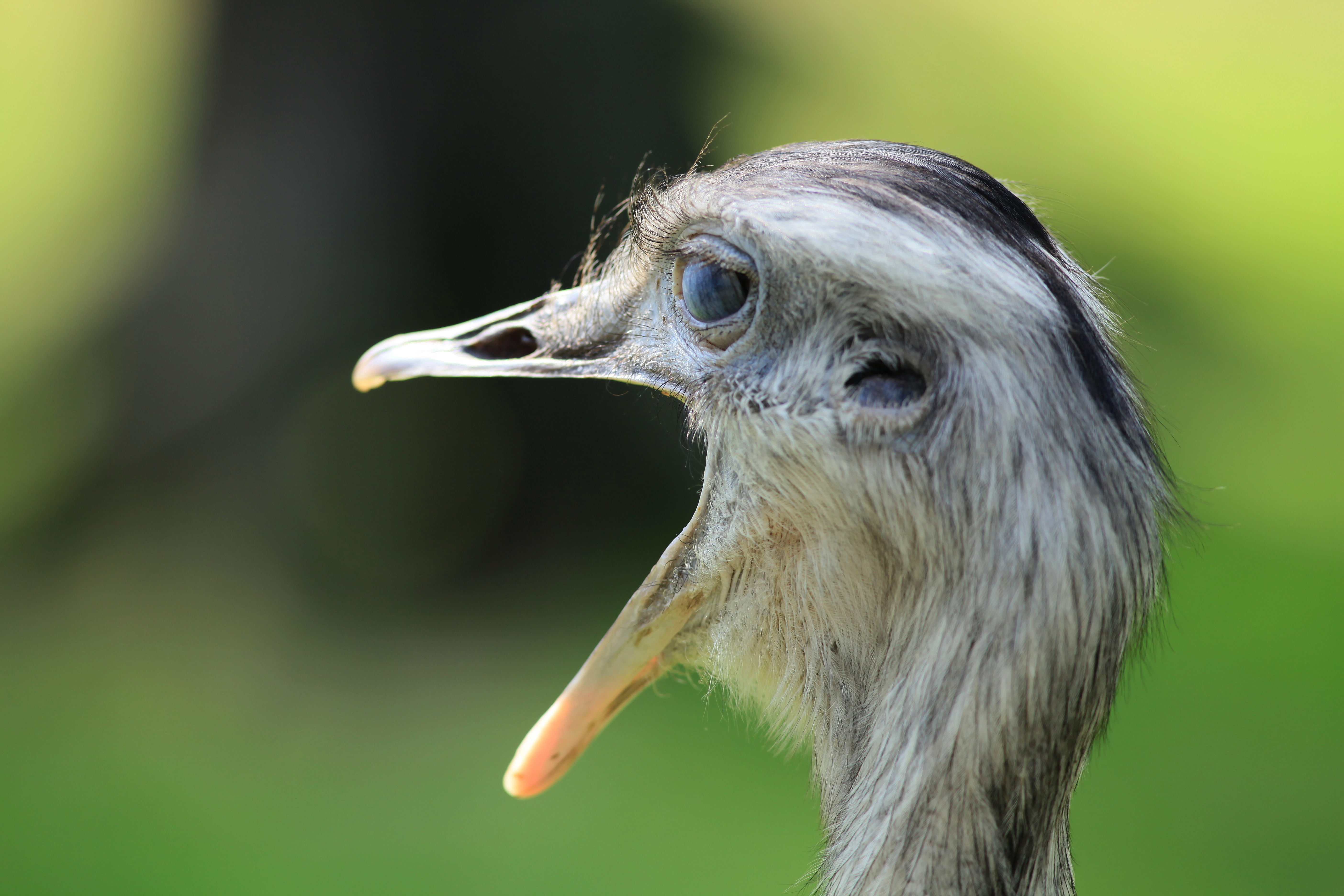
Bec ouvert.
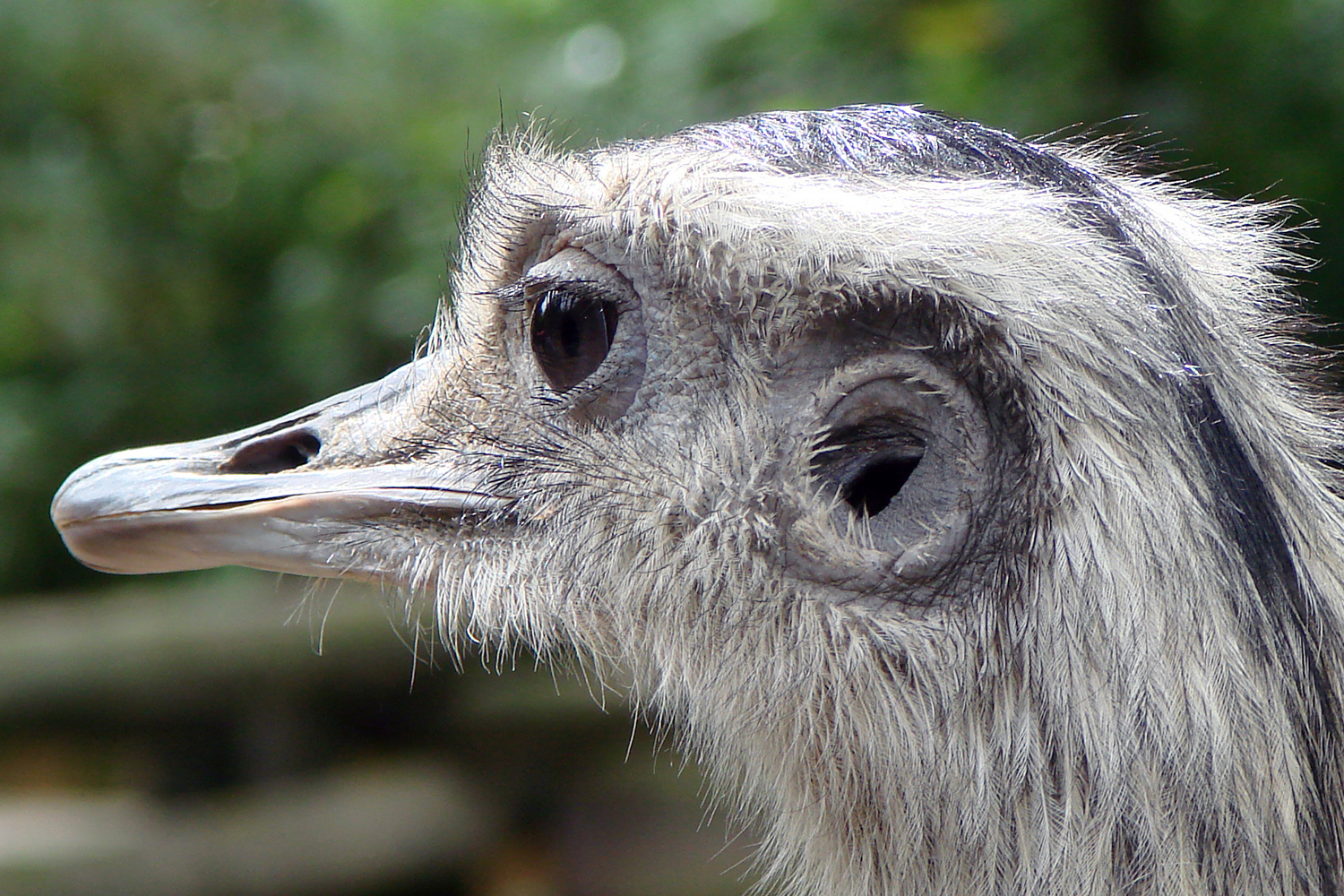
Oreille.

## Écologie et comportement

### Locomotion
Oiseau coureur des pampas de l'Amérique du Sud, le nandou est très rapide et pratique, pour fuir, la course en zigzag. Ses ailes, particulièrement longues pour un oiseau qui ne vole pas, sont alors plus ou moins déployées pour servir de balancier et l'aider à conserver son équilibre ou à changer de direction dans les virages. Le mâle utilise aussi ses ailes lors de parades nuptiales pour attirer des partenaires potentiels et décourager les rivaux.
Le nandou peut ainsi atteindre une vitesse maximale proche de 60 km/h. Le nandou se déplace souvent en groupe de 4 à 5 jusqu'à 10 individus, voire 100 hors période de reproduction. C'est un oiseau silencieux, sauf durant la saison des amours, où il émet constamment de faibles bruits semblables à des grondements. Jeune, il émet des sifflements. Les nandous ont tendance à être moins vigilants lorsqu'ils sont en groupe, certains officiant en tant que sentinelles tandis que les autres vaquent ou se nourrissent ; un individu solitaire passera davantage de temps à veiller qu'à s'alimenter.

### Alimentation
Le nandou, comme les autres grands oiseaux terrestres tels que l'autruche et l'émeu, mange ce qu'il trouve au sol. Sa nourriture se compose ainsi de diverses graminées, de légumineuses, mais aussi d'insectes, de scorpions, de petits rongeurs, de petits oiseaux, de reptiles et de poissons à l'occasion (morts près des cours d'eau pendant les saisons sèches). Son alimentation varie grandement selon les saisons et l'habitat qu'il fréquente.
Il mange aussi les feuilles et les fleurs des plantes basses et moyennes. Son régime assez omnivore lui permet de se contenter d'à peu près tout ce qu'il trouve au sol, que ce soit des plantes indigènes ou introduites. Il peut aussi se nourrir de plantes à larges feuilles (comme des plantes cultivées telles que le bok choy, la bette à carde ou plus simplement le chou), de graines, de racines et de fruits. Les nandous profitent souvent aussi des charognes d'animaux pour attraper et gober les mouches qui s'y trouvent. Ils sont aussi coprophages et consomment ainsi les matières fécales fraîches d'autres animaux voire d'autres nandous, bien que de manière occasionnelle. Le nandou consomme aussi avec délectation[réf. souhaitée] des matières végétales dures et parfois épineuses (ex : des tubercules ou des chardons).
Comme tout oiseau, le nandou avale tout rond sans mâcher sa nourriture et gobe des cailloux (gastrolithes) qui contribuent au broyage mécanique des aliments. Il avale parfois accidentellement des objets métalliques ou brillants, car comme beaucoup d'oiseaux, il est souvent intrigué (sans nécessairement être attiré) par les objets brillants et scintillants.
Il ne mange généralement pas de céréales, ni de monocotylédones en général, bien qu'il puisse s'en accommoder si besoin est. Aussi est-il souvent chassé par les fermiers dans les zones agricoles qui remplacent peu à peu son habitat d'origine, bien que dans les champs et les plantations de plantes qu'il n'aime pas, par exemple certaines céréales ou les eucalyptus, le nandou puisse être une espèce très bénéfique pour les agriculteurs puisqu'il consomme les insectes nuisibles tels les criquets, les sauterelles, les punaises et les cafards. Il arrive qu'il mange aussi en quantité des hyménoptères, sans se soucier des piqures que ces derniers peuvent provoquer.
En captivité, le nandou peut très bien se satisfaire de mélange de céréales (avoine, orge, maïs, etc.) pour compléter son alimentation. Les jeunes, dans la nature ou en captivité, consomment davantage d'aliments d'origine animale, principalement les insectes et arthropodes, que les adultes.

### Reproduction
La reproduction du nandou est analogue à celle des autres Palaeognathae (ratites) de grande taille comme l'autruche, l'émeu et les casoars. Il est polygame et atteint sa maturité complète vers l'âge de 2 ans (maturité sexuelle vers 14 mois). La saison des amours a lieu au printemps et en été lors de la saison humide. Les femelles, elles, sont souvent polyandres (c'est-à-dire qu'elles se reproduisent avec plusieurs mâles à la fois).
Le mâle se constitue un harem de plusieurs femelles qu'il défend. Durant la période de reproduction, chacune des femelles pond deux à cinq œufs jaune pâle dans le nid creusé dans le sol par le mâle, donnant un total d'environ une vingtaine d'œufs par nid pour un harem de sept femelles, le nombre d'œufs pouvant aller jusqu'à 80 pour un nid avec une douzaine de femelles.
Après avoir pondu leurs œufs dans un premier nid, les femelles recherchent un autre compagnon pour pondre dans un second nid. Les nandous construisent généralement leurs nids assez près les uns des autres. Les mâles défendent alors vigoureusement leur territoire et s'occupent de la couvaison, qui dure 29-38 à 40-43 jours, ainsi que des jeunes jusqu'à l'âge de six mois. Les œufs éclosent à moins de 36 heures d'intervalle, même si certains peuvent avoir été pondus jusqu'à deux semaines d'intervalles. Beaucoup d'œufs n'arrivent cependant pas à maturité et les pertes dues à la prédation peuvent être grandes. Les jeunes sont nidifuges et suivent de près le mâle.
Le nandou peut pondre des œufs non fécondés dans un nid qui sert de leurre afin de protéger le vrai nid. Le nid en question est réalisé par le mâle en fonction de l'emplacement (souvent près ou en dessous de la végétation pour cacher le nid) et de la distance par rapport à l'accès à l'eau et à la nourriture, qui sont des facteurs cruciaux dans le choix des femelles envers les mâles. 
L'appel "nan-dou" du mâle pendant la période de reproduction peut être à l'origine du nom donné à l'animal.
Le nandou a une longévité d'environ 10,5, 13 à 15 ans dans la nature comme en captivité bien que sa longévité maximale ne soit pas connue,.

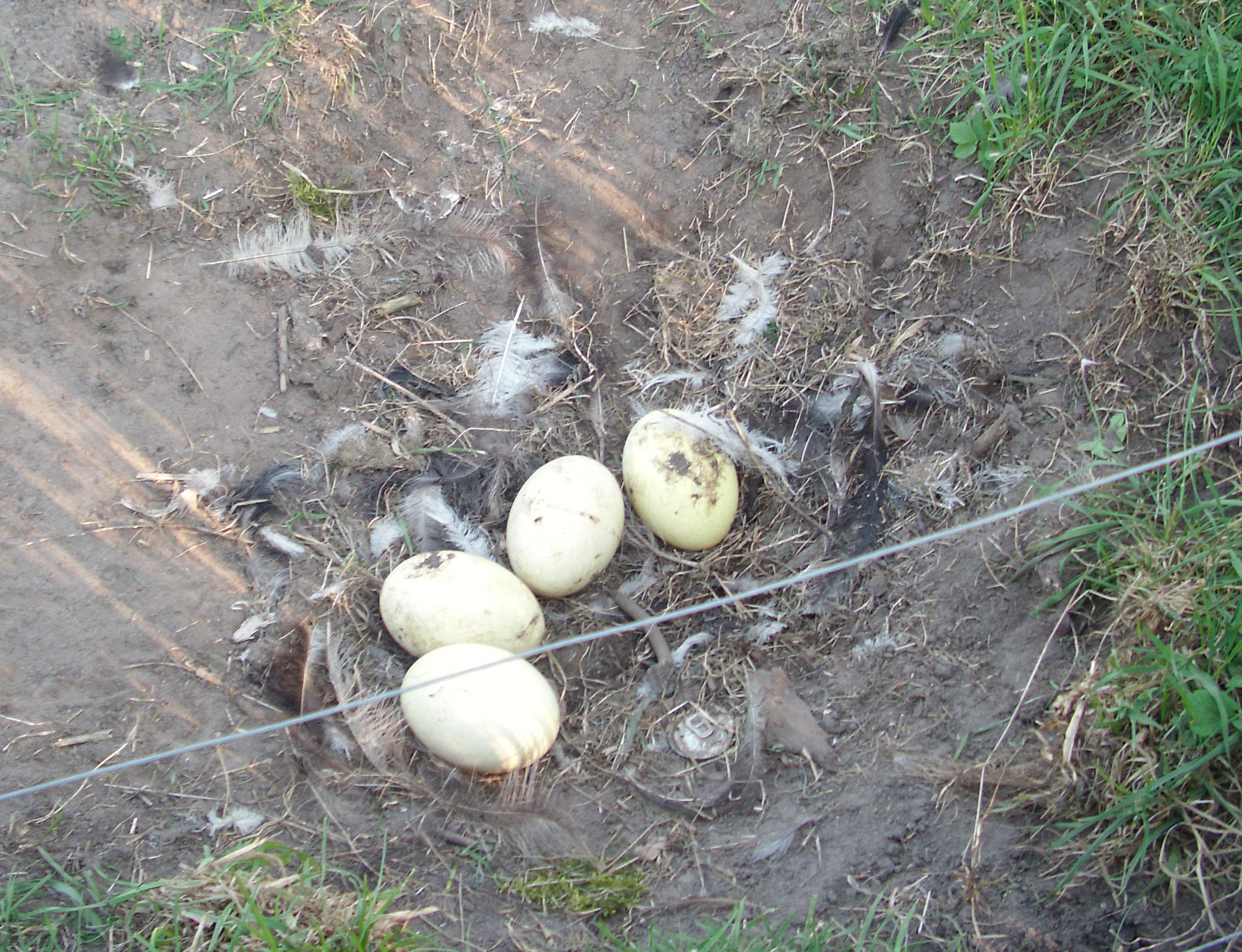
Nid.
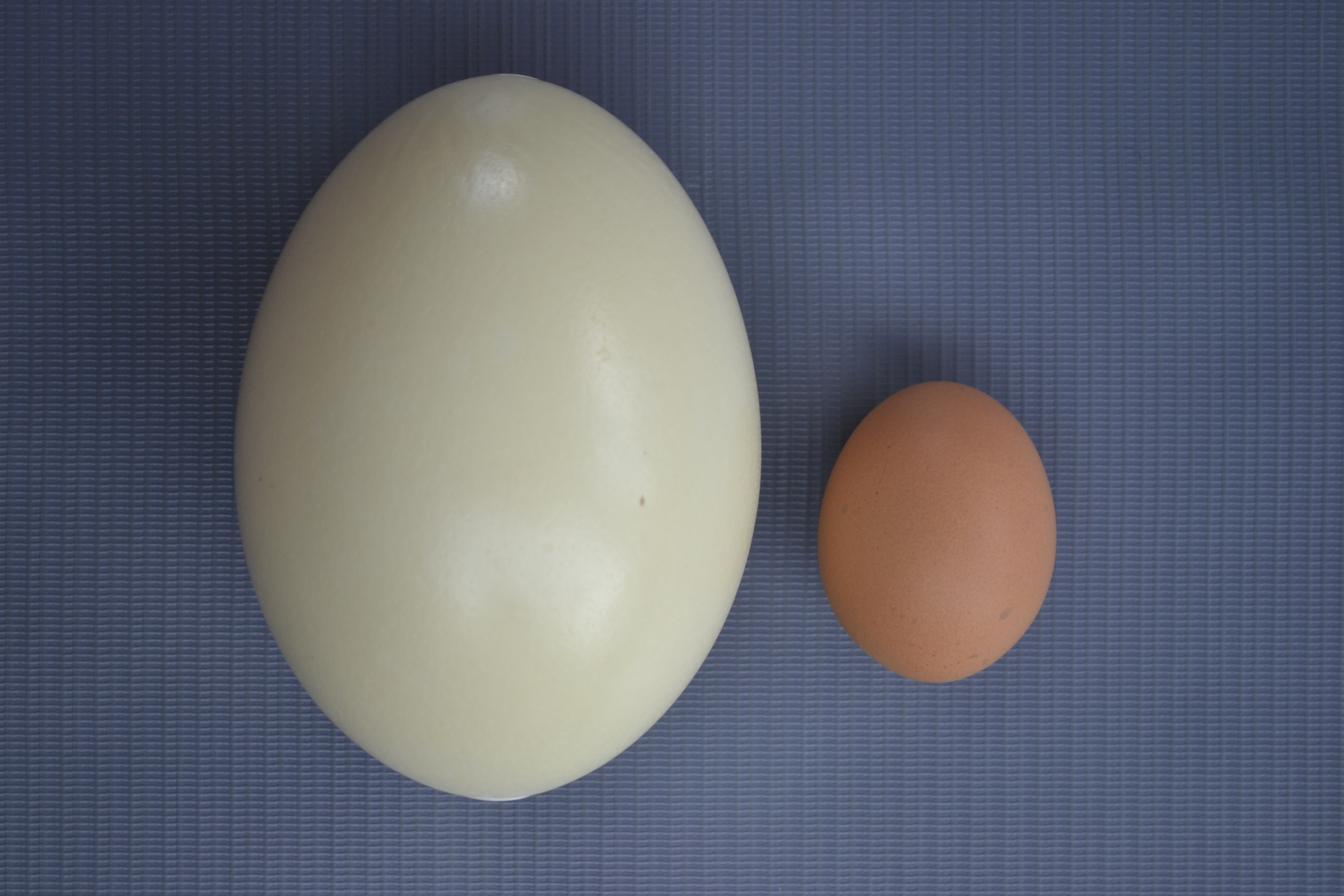
Œuf (à gauche), comparé à celui d'une poule.
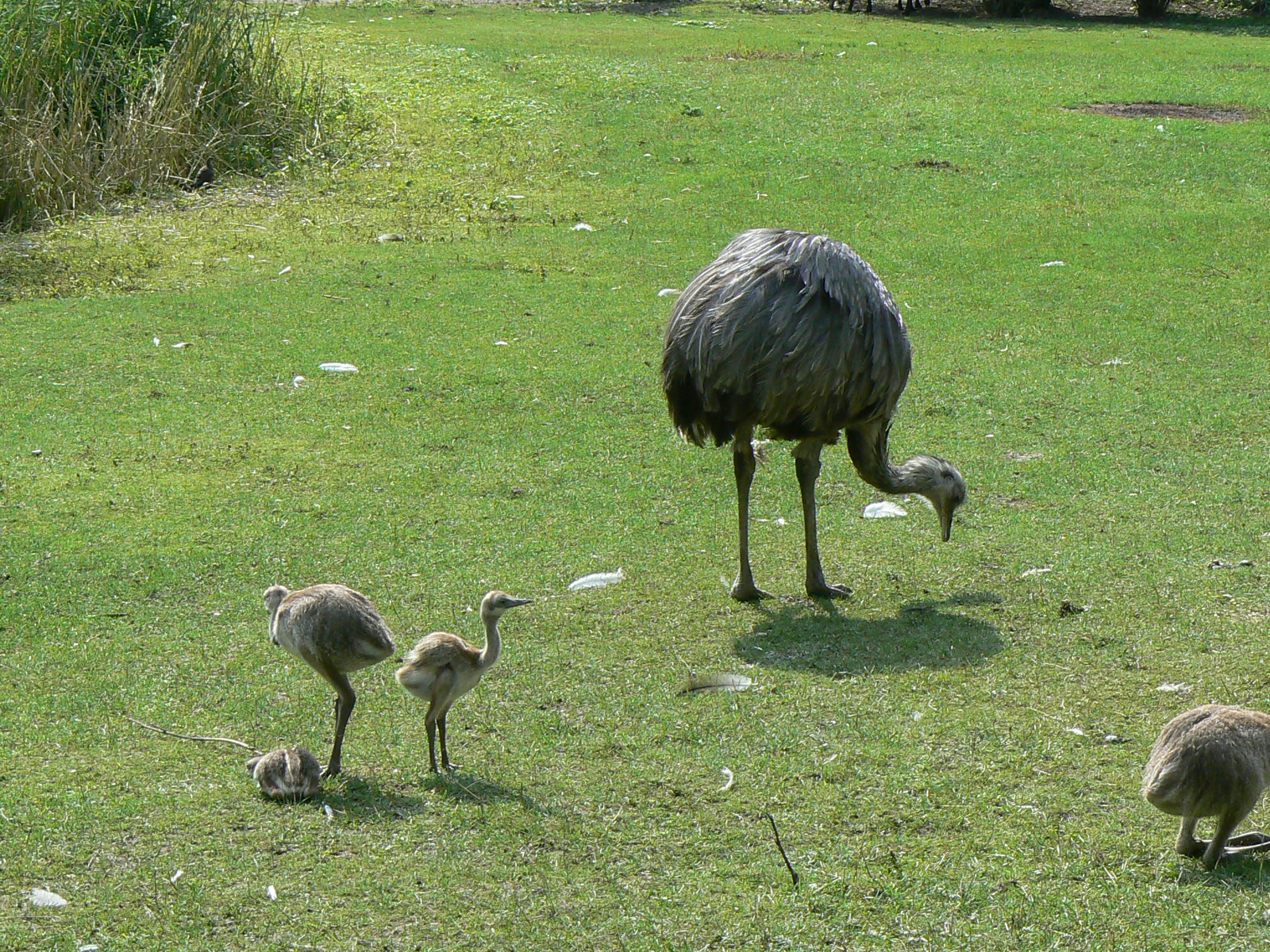
Adulte et juvéniles.
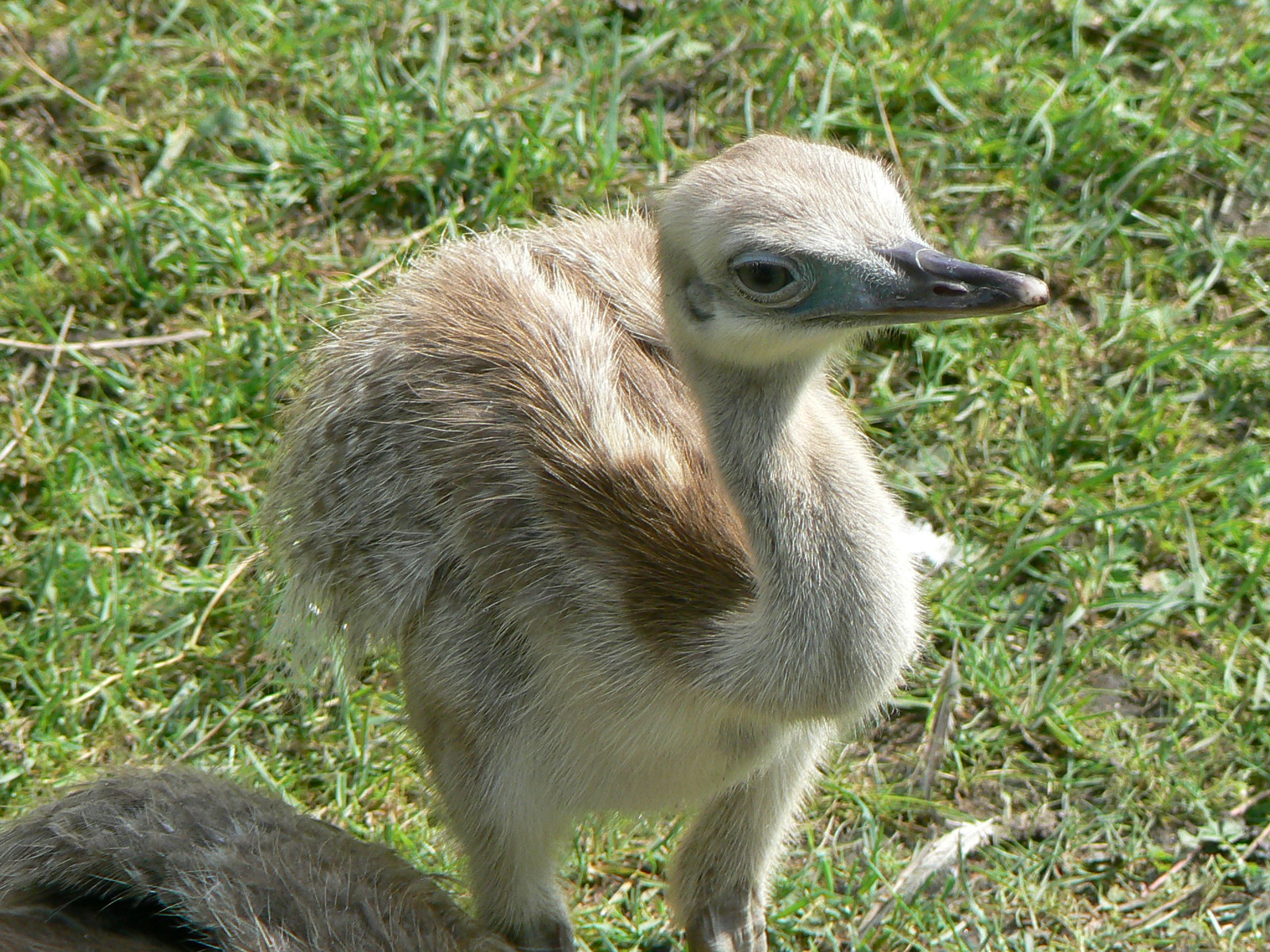
Détail d'un juvénile.

## Répartition et habitat
Le nandou vit principalement dans les pampas herbeuses d'Amérique du Sud et son aire de répartition comprend l'Argentine, la Bolivie, le Paraguay, l'Uruguay et une bonne partie de la côte est du Brésil. Il vit de préférence dans des zones de prairies découvertes et où il y a de la grande végétation (souvent dominée par des espèces de plantes des genres Imperata et Paspalum), et reste près d'un point d'eau durant la période de reproduction, mais il peut habiter une grande variété d'espaces ouverts différents comme les zones de type prairies, savane, les forêts broussailleuses, les zones chaparral ou encore des zones humides herbeuses. Il arrive qu'il soit aussi présent dans des zones humides, d'eau douce ou salée.
Il est cependant absent ou moins fréquent dans les zones typiques de forêts tropicales humides comme celles de la Mata Atlântica ou encore des hautes terres du Plateau brésilien. Le nandou est présent dans des zones d'altitudes basses et dépasse rarement les 1 200 mètres (3 900 pieds).
Il occupe ainsi une niche écologique semblable à celle des ongulés de taille moyenne ou grande vivant dans les grands espaces tels les cervidés, équidés ou les bovidés, rares voire inexistants en Amérique du Sud depuis la fin de la dernière ère glaciaire avec la disparition de la mégafaune sud-américaine qui s'était établie avec le grand échange faunique interaméricain. La plupart des ongulés sud-américains restants et existant actuellement, comme les tapirs ou les pécaris, vivent dans les zones boisées tropicales ou semi-boisées. 
Dans son milieu naturel d'origine, il côtoie et partage son habitat avec le cerf des pampas (Ozotoceros bezoarticus), le guanaco (Lama guanicoe) et le mara de Pantagonie (Dolichotis patagonum) dans les zones où leurs aires de répartitions respectives se chevauchent. Il partage aussi son aire de répartition au nord avec le loup à crinière (Chrysocyon brachyurus).
En dehors de l'homme, l'espèce n'a comme prédateur que le puma (Puma concolor), qui est son prédateur principal, et le jaguar (Panthera onca), de manière opportuniste dans certaines régions comme dans la plaine du Gran Chaco, en Bolivie centrale ou encore dans le Cerrado. Il arrive cependant que l'espèce soit victime des chiens errants qui peuvent s'attaquer aux jeunes et il est possible que le caracara huppé (Caracara plancus) et le Grand grison (Galictis vittata) puissent être un danger pour les nouveau-nés. Le tatou à six bandes (Euphractus sexcinctus) et le grand tatou poilu (Chaetophractus villosus) peuvent quant à eux manger et déranger les œufs dans les nids.
L'espèce passe de plus en plus de temps dans les pâturages comme les terres agricoles en raison du changement, du recul et de la disparition de son habitat d'origine, mais aussi à cause de la disponibilité de nourriture végétale et animale (ici des insectes principalement) ainsi que d'une bonne visibilité de loin contre les dangers, situation à laquelle les agriculteurs locaux réagissent en les chassant. Pourtant, les nandous, bien que pouvant se nourrir d'une partie des récoltes, utilisent souvent les monocultures pour se cacher des prédateurs plutôt que pour se nourrir des plantes elles-mêmes.

## Nomenclature et systématique
Le nom du nandou vient du guaraní ñandú guazu, ñandú signifiant « araignée » et guazu, « grand », soit « grande araignée », le plus probablement en relation avec son habitude d'ouvrir et abaisser alternativement les ailes lorsqu'il court.
Le Nandou d'Amérique, comme son espèce voisine le Nandou de Darwin, tire son nom scientifique de Rhéa, une Titanide grecque, et a été décrit à l'origine au XVIIIe siècle par Carl von Linné, dans son ouvrage Systema naturae, sous le nom scientifique de Struthio camelus americanus, à partir de spécimens identifiés dans les états de Sergipe et de Rio Grande do Norte au Brésil en 1758.

### Sous-espèces
Actuellement, il existe cinq sous-espèces du Nandou d'Amérique reconnues par le Congrès ornithologique international ainsi que par la majorité des références taxinomiques,,:
- Rhea ameicana americana (Linnaeus, 1758) - campos du nord et de l'est du Brésil[10] ;
- Rhea ameicana intermedia Rothschild & Chubb, C, 1914 -  Uruguay et extrême sud-est du Brésil (État du Rio Grande do Sul)[10] ;
- Rhea ameicana nobilis Brodkorb, 1939 - Est du Paraguay et à l'est de Rio Paraguay[10] ;
- Rhea ameicana araneipes Brodkorb, 1939 - Chacó du Paraguay et de la Bolivie et du Mato Grosso, État du Brésil[10] ;
- Rhea ameicana albescens Lynch & Holmberg, 1878 - plaines de l'Argentine au sud de la province de Rio Negro[10].

Les principales différences sous-spécifiques de chaque population étant l'étendue de la coloration noire de la gorge et la hauteur, il est difficile d'identifier précisément sans connaître le lieu d'origine les spécimens et populations captives de l'espèce, toutes les sous-espèces différant peu entre elle et à l'intérieur même de leurs aires de répartition. Leurs aires de répartition respectives se rejoignent autour du Tropique du Capricorne.

## Relation avec l'homme

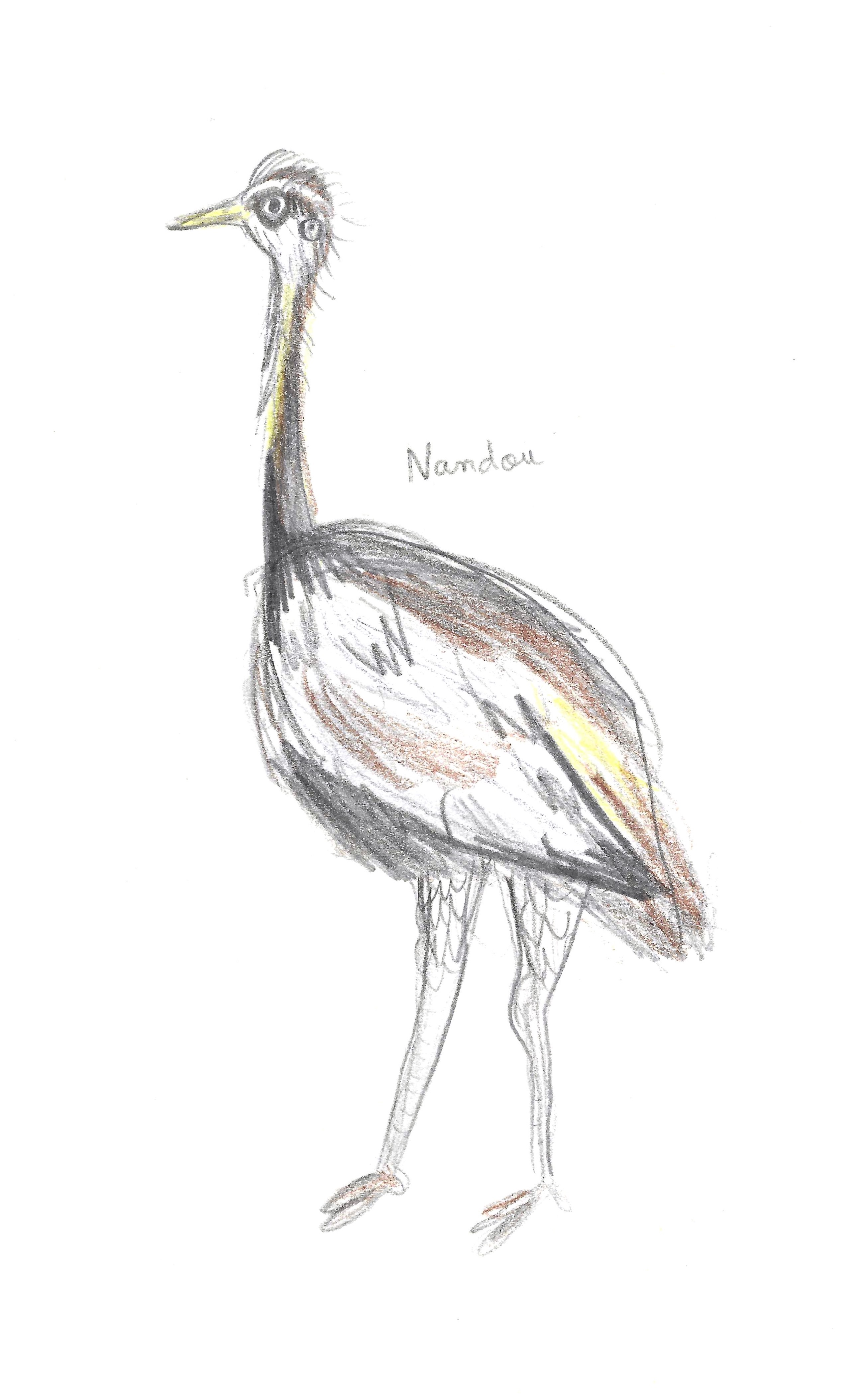
Dessin de nandou fait à partir d'un des spécimens du zoo du Muséum national d'histoire naturelle de Paris.

### Chasse
En Amérique du Sud le nandou est l'un des gibiers de prédilection de l'Homme et ses gros œufs sont collectés. La graisse du nandou est utilisée comme pommade anti-inflammatoire et sa viande est toujours consommée de nos jours.
Des recherches ont montré que les anciens humains de Patagonie chassaient le nandou, et des empreintes de pattes de cette espèce datant du début de l'Holocène ont été découvertes dans des sites d'art pariétal tels que la Cueva de las Manos, à côté d'empreinte de mains humaines.

### Élevage
Comme pour les autruches et les émeus, il existe des élevages de nandous, leur chair, leur cuir, leurs œufs et leur graisse à utilisation médicale et cosmétique (pour la fabrication de savon par exemple) étant appréciés et exportés en quantité. Ces élevages sont marginaux mais semblent rentables bien que cela soit difficile à vérifier étant donné le faible nombre d'exploitations de nandous. Comme pour les autruches et les émeus, leur élevage est assez aisé si les conditions minimales à leur bien-être en captivité sont réunis.
Comme pour plusieurs espèces exotiques d'extérieur telles que le wallaby de Bennett, il est possible de réaliser un élevage de nandous. La détention de ces animaux en Europe et en France est réglementée et soumise à l’obligation d’être titulaire d’un certificat de capacité dont l'examen se fait en préfecture. Les nandous étant des animaux grégaires, il faut au moins un groupe de quelques individus (avec un seul mâle pour plusieurs femelles comme pour beaucoup d'oiseaux), et, étant un animal des grands espaces, prévoir un enclos d'au moins 400 m2 de parc pour un couple. Les poussins en bas âge ont une mortalité élevée dans les élevages en confinement (sans accès à l'extérieur) mais, dans des conditions optimales en plein air, les poussins vivront normalement et atteindront leur taille adulte à 5 mois environ.

### Introduction en Allemagne
Au début du XXIe siècle l'espèce a été introduite en Europe, plus précisément en Allemagne où elle s'est acclimatée dans des biomes semblables à ceux de son habitat d'origine : la réserve naturelle de Schaalsee-Elbe, classée biosphère par l’UNESCO, et les terres agricoles du Land de Mecklembourg-Poméranie-Occidentale (principalement dans l'arrondissement du Mecklembourg-du-Nord-Ouest après avoir traversé la rivière Wakenitz) et dans le Duché de Saxe-Lauenbourg en Allemagne du nord. L'introduction de cette espèce remonte à 1999-2000 (avec une date généralement acceptée en août 2000), lorsque quatre mâles et trois femelles (mais d'autres sources indiquent un seul mâle et cinq femelles) se sont échappés d'une ferme à Groß Grönau dans le Schleswig-Holstein : une population marronne s'est ainsi établie.
Cela fait de cette espèce le seul nandou et ratite vivant à ce jour en Europe et sur le continent eurasien, toutes les autres espèces vivant dans l'hémisphère sud en Amérique du Sud (nandou de Darwin et tinamous), en Afrique (autruches et anciennement les oiseaux-éléphants en comptant Madagascar), en Australie (émeu et casoars) ou en Nouvelle-Zélande (Kiwi et anciennement les Moas). Le réchauffement climatique aidant, en l'absence d'hivers longs et très froids, la population européenne continue d'augmenter, en restant majoritairement concentrée autour de la commune de Groß Grönau, au nord du lac de Ratzeburger.
L'impact de cette population sur la faune locale n'ayant jamais été étudié jusqu'alors, une étude sur le terrain a été menée en avril et mai 2018 par des étudiants de l'université des sciences appliquées Van Hall Larenstein (en) des Pays-Bas. L'étude menée sur 38 parcelles de terrain entre Lübeck et Rhena, a comparé les différents oiseaux nicheurs dont les nandous, dont la fréquentation était variable selon les parcelles. Cette étude a montré que l'effet des nandous sur l’avifaune nichant au sol, avec des interactions avec des espèces comme l'alouette des champs (Alauda arvensis), était bénéfique et semble même favorable à ces dernières. L'étude a aussi mis en lumière que les densités de nandous et d’oiseaux nichant au sol avaient une corrélation très positive. Les oiseaux nichant au sol comme l'Alouette des champs aimant en général les milieux pâturés, se concentreraient davantage dans les zones régulièrement fréquentées par les nandous qui entretiennent la patûre. Des alouettes des champs ont aussi été vues à plusieurs reprises chantant à environ dix mètres des nandous, de même que la bergeronnette printanière Motacilla flava qui a été davantage aperçue près des nandous et suivrait leurs déplacements pour se nourrir des insectes qu'ils dérangent. À plusieurs reprises, les nandous ont aussi été aperçus en compagnie de chevreuils Capreolus capreolus et de grues cendrées Grus grus qui bénéficient de leur vigilance et de leur hauteur pour repérer de loin d’éventuels dangers,. Le nandou entretient ainsi les mêmes relations avec la faune locale qu’avec les espèces similaires ou vivant dans les mêmes niches écologiques de sa région d'origine.
Des recensements sont faits régulièrement pour rendre compte de l'évolution du nombre d'oiseaux. Fin 2012, une étude avait montré que la population était passée à 100 individus et s'était installée de manière permanente. Début 2017, la population atteignait les 205 à 220 oiseaux pour un décompte estimé à environ 250 individus en fin de cette même année. Entre-temps, certains agriculteurs, à cause de pertes engendrées par les oiseaux sur les récoltes, ont reçu une allocation pour détruire les œufs des oiseaux afin de freiner leur évolution. Pourtant à l'automne 2018, environ 566 oiseaux ont été recensés.
Plusieurs écologues surveillent la situation et soutiennent que l'espèce américaine n'impacte pas la flore et la faune locales[réf. incomplète]. N'étant donc pas un danger pour l'écosystème local, le nandou n'est étiqueté ni comme espèce invasive ni comme nuisible (bien que malgré tout perçu comme tel par plusieurs agriculteurs et locaux ainsi que par le NHBS (en) depuis 2015). L'animal est cependant souvent l'objet de plaintes de la part des agriculteurs à cause de sa présence dans les espaces cultivés et de son habitude de manger les feuilles des plantations et donc une partie des récoltes. Les dégâts peuvent parfois être importants dans les cultures de blé, de colza et de betteraves à sucre.
Le nandou est officiellement protégé par la loi sur le territoire allemand, de la même manière que les espèces indigènes, et n'est donc pas chassé comme gibier ; il est aussi considéré comme « domestique » en 2017. La seule solution de limitation de l'espèce est la destruction des œufs en les perforant, méthode jugée la plus douce. D'autres mesures furent tentées mais sans succès et le tir sélectif ainsi que le ramassage d’œufs furent écartés. Ces alternatives à l'abattage des nandous ont fait l'objet de controverses. Depuis 2018, à la suite d'un nouveau recensement, la chasse a été autorisée pour réguler les effectifs de l'espèce, qui ne possède pas de prédateur naturel en Allemagne. Cette chasse est réglementée car aucun projet d'élimination de l'espèce n'est actuellement à l'étude.
La présence du nandou reste malgré tout encore un sujet de controverse parmi les habitants dont certains s'habituent et profitent de la présence de l'espèce comme atout touristique tandis que d'autres, principalement des agriculteurs, y voient un « nuisible » susceptible de dévorer leurs semis.
L'introduction du nandou en Allemagne peut constituer un exemple de substitution à des espèces prairiales, favorisant la biodiversité des milieux ouverts, disparues d'une grande partie de l'Europe (cerfs, l'élans eurasiens, bisons européens, grandes outardes à l'Holocène et plus anciennement, de l'Éocène au Pliocène, de paléognathes, de Geranoididae (en) et d'Eogruidae (en)) qui occupaient une niche écologique similaire à celle des ratites actuels.

### Statut et protection
Le Nandou d'Amérique est menacé d'extinction, catégorisé en tant que quasi menacé. Il est en effet chassé par les agriculteurs, les nandous mangeant certaines récoltes. De plus, leurs œufs sont prélevés pour être consommés et leur habitat se rétrécit constamment. L'augmentation de la chasse est la principale menace pesant sur l'espèce, même si la détérioration et le recul de son habitat d'origine via la conversion des prairies en terre de plantations agricoles est un élément important dans son déclin global,. Dans ce dernier cas, ce n'est pas à cause du changement d'habitat que l'espèce décline, mais à cause des agriculteurs qui voient les nandous comme des ravageurs de cultures et des nuisibles sur les récoltes, et les abattent. Actuellement, ce sont les populations de l'Argentine et de l'Uruguay qui sont les plus gravement impactées.
Malgré tout, même si les populations sont en déclin, l'espèce reste encore actuellement très commune et présente sur toute son aire de répartition. En effet, comme l'Émeu en Australie, le Nandou est un oiseau qui sait s'adapter aux modifications de son habitat, ce qu'attestent son alimentation variée, sa reproduction efficace et son tempérament agressif qui lui permet de faire face en général à n'importe quel danger.
Le commerce international des nandous capturés dans la nature est limité voire interdit, conformément à l'Annexe II de la CITES.